# Klaus Zierer
Klaus Zierer (* 26. April 1976 in Vilsbiburg) ist ein deutscher Erziehungswissenschaftler und Hochschullehrer. Er ist seit 2015 Ordinarius für Schulpädagogik an der Universität Augsburg. Davor war er  von 2011 bis 2015 als Universitätsprofessor für Erziehungswissenschaft an der Carl von Ossietzky Universität Oldenburg der Nachfolger von Hilbert Meyer.

## Leben
Klaus Zierer studierte von 1996 bis 2001 Grundschulpädagogik und war von 2004 bis 2009 als Grundschullehrer tätig. Er wurde 2003 an der Ludwig-Maximilians-Universität München promoviert. Er habilitiert sich 2009 mit einer international vergleichenden Arbeit über eklektisches Vorgehen in Lehrbüchern der Didaktik und des Instructional Designs. Im Rahmen seiner Habilitation war er im Jahr 2009 für ein Trimester als Visiting Research Fellow am Department of Education der Universität Oxford und ist seit 2010 Associate Research Fellow am dort angesiedelten ESRC Centre on Skills, Knowledge and Organisational Performance (SKOPE).
Bekannt geworden ist Klaus Zierer vor allem durch seine Zusammenarbeit mit John Hattie. Dessen Werk Visible Learning übersetzte er 2013 ins Deutsche und veröffentlichte daraufhin mehrere Arbeiten zusammen mit John Hattie, unter anderem Kenne deinen Einfluss, Visible Learning Unterrichtsplanung und Hattie 2.0. Weitere wichtige Personen, mit denen Klaus Zierer Bücher verfasst hat, sind Reinhard Kardinal Marx (Glaube und Bildung, 2013), Julian Nida-Rümelin (Demokratie in die Köpfe, 2023) und zuletzt Harald Lesch (Gute Bildung sieht anders aus, 2024).
Klaus Zierer bringt sich regelmäßig in bildungspolitische Debatten ein und schreibt für die Süddeutsche, die FAZ, die Welt, die NZZ und die Zeit und wird dort regelmäßig zu Bildungsthemen interviewt. Er zählt laut Berliner Zeitung zu den „einflussreichsten Schulpädagogen des Landes“, wird von der Süddeutschen Zeitung als „Debattenkönig der Bildungspolitik“ bezeichnet und wurde mit seinem Buch Ein Jahr zum Vergessen (2021), in dem er aus pädagogischer Sicht kritisch zu den Maßnahmen zur Eindämmung der Corona-Pandemie Stellung nimmt, auf das Blaue Sofa der Frankfurter Buchmesse 2021 eingeladen, die laut Spiegel als „Ruhmesrampe der Buchmesse“ gilt.

## Privates
Klaus Zierer ist Vater von drei Kindern.

## Veröffentlichungen
- Grundschule als pädagogisch gestalteter Lebensraum. Schneider, 2003.
- Alles prüfen! Das Beste behalten! Zur Eklektik in Lehrbüchern der Didaktik und des Instructional Design. Schneider, 2010.
- (Hrsg., mit Wolf-Thorsten Saalfrank): Zeitgemäße Klassiker der Pädagogik. Schöningh, 2010.
- (Hrsg., mit Wolf-Thorsten Saalfrank): Pädagogik der Antike. Schöningh, 2012.
- (Hrsg.): Leitfaden Schulpraktikum. 2. Auflage. Schneider, 2014.
- Mit Reinhard Kardinal Marx: Glaube und Bildung. Schöningh, 2013.
- Lernen sichtbar machen. Deutsche Ausgabe von John Hatties Visible Learning. Schneider, 2013.
- Lernen sichtbar machen für Lehrpersonen. Deutsche Ausgabe von John Hatties Visible Learning for Teachers. Schneider, 2014.
- Hattie für gestresste Lehrer – Kernbotschaften und Handlungsempfehlungen aus John Hatties ‘Visible Learning‘ und ‘Visible Learning for Teachers‘. Schneider, 2014.
- Mit Julian Nida-Rümelin: Auf dem Weg in eine neue deutsche Bildungskatastrophe. Herder, 2015.
- Mit John Hattie: Kenne deinen Einfluss! 'Visible Learning' für die Unterrichtspraxis. Schneider, 2016.
- Mit Benedikt Wisniewski: Visible Feedback – Leitfaden für erfolgreiches Unterrichtsfeedback. Schneider, 2017.
- Mit John Hattie: Visible Learning auf den Punkt gebracht. Schneider, 2018.
- Prinzip Freude: Jugendliche haben ein Recht auf Unbeschwertheit. Kösel, 2021.
- Ein Jahr zum Vergessen. Wie wir die drohende Bildungskatastrophe nach Corona verhindern können. Herder, 2021.
- Der Sokratische Eid. Eine zeitgemäße Interpretation. Waxmann, 2022.
- Mit Julian Nida-Rümelin: Demokratie in die Köpfe – Warum sich unsere Zukunft in den Schulen entscheidet. Hirzel, 2023
- Mit Thomas Gottfried: Ehrfurcht vor Gott. Über das wichtigste Bildungsziel einer modernen Gesellschaft. Münster 2024.
- Mit Harald Lesch: Gute Bildung sieht anders aus – Welche Schulen unsere Kinder jetzt brauchen. München 2024.